# Robert Chase
Doktor Robert Chase je fiktivni lik iz Fox-ove medicinske serije Dr. House kojeg tumači Jesse Spencer. Chase je izvorno bio član Houseovog dijagnostičkog tima, no na kraju 3. sezone House mu daje ostavku. Chase je od svih članova Houseovog izvornog tima najduže na toj poziciji, te saznajemo da je taj posao dobio godinu dana prije "Pilot" epizode. Chase je od prve epizode zaljubljen u svoju kolegicu Allison Cameron. Vezu s njom započinje u epizodi "Human Error", a vjenčaju se u finalu 5. sezone - "Both Sides Now".

## Karakterizacija
Chase je tijekom prve tri sezone serije prikazivan kao gorljiv Houseov kolega koji često podržava njegova mišljenja i izvršava njegove naredbe bez ikakvog pogovora. Odgojen je kao katolik, a u epizodi "Damned If You Do" saznajemo kako je pohađao teološku školu prije nego što je postao liječnik. Iako pravi razlog njegovog odlaska s teologije nije poznat, natuknuto je kako je, dok je bio tamo, pao na svom ispitu "vjere". Od svih članova tima, Chase najviše vjeruje Houseu i spreman je izvršiti neke njegove moralno upite planove kad ostali članovi tima nisu htjeli, time pokazujući praktičnu primjenu etike i fleksibilan moral. Ovo je često bio uzrok nekoliko sukoba između Chasea i Foremana, koji je bio najbrži kada se trebalo suprotstaviti Houseu i dokazati mu da je u krivu.
Chase je, prema općem mišljenju, tip lika koji će učiniti sve kako bi spasio svoj posao. Takvu reputaciju stekao je ponajviše nakon prve sezone kada je, bojeći da da ga House otpusti jer je vikao na njega, rekao Vogleru za Houseove ilegalne radnje.
No, kako serija napreduje, Chaseova stvarna lojalnost i poštovanje prema Houseu sve više dolaze do izražaja. Pošto je Chase najduže u Houseovom timu, njemu je očito stalo do njega, a valjan dokaz toga je prijateljski zagrljaj iz epizode "Half-Wit". Kasnije, kada Michael Tritter pokušava saznati inkriminirajuće podatke o Houseu preko Chasea, ovaj odbija surađivati, no Tritter odglumi kako je ovaj zapravo surađivao kako bi stvorio interni konflikt u Odjelu. Tritterova je manipulacija uspjela, što je uvelike naštetilo Chaseovom odnosu s dr. Cameron, Foremanom i posebno Houseom. No, nakon što ga je House, dok je bio na detoksikaciji, odario šakom u lice jer je postavio dobru dijagnozu, Chase je promijenio svoj odnos, postavši rebeliozniji i počevši se opirati Houseovim odlukama, što je u posljednjoj epizodi treće sezone rezultiralo time da mu House daje otkaz. No, unatoč svim problemima, Chase je i dalje odan Houseu, što se vidi u epizodi "The Social Contract" kada Chase obavi vrlo riskantnu operaciju na pacijentu samo zato što ga je House, koji suosjeća s pacijentom, zamolio da to učini.
Kao specijalist intenzivne skrbi, Chase je, dok je radio za Housea, bio zadužen za najinvazivije medicinske zahvate i bio je član tima koji je najčešće asistirao operacijama. Nakon špto ga je House otpustio, Chase je postao kirurg u Princeton-Plainsborou, potez kojeg je House opisao kao samo "jedan korak unazad" od njegove prijašnje pozicije.
Tijekom serije se pokazalo kako je Chase izrazito tajnovita osoba. Rijetko kad svojim kolegama otkriva svoje osobne podatke, a svi podatci iz njegove prošlosti pozanti su nam iz njegovih interakcija s pacijentima. No, unatoč tome je House uspio saznati nekoliko osobnih podataka o njemu. 
Također ima vrlo oštar stav prema ovisnicima, te je, tijekom prve sezone, često znao kriviti ovisnost o alkoholu ili drogama za simptome koje pacijent ima. Ovakav stav je najvjerojatnije došao od iskustva s majkom koja se, nakon odlaska Chaseovog oca, potpuno prepustila alkoholu od čega je i na koncu umrla. 
Tijekom rada u Houseovom timu, Chase je naučio mnogo o dijagnostici, a najbolji dokaz toga je epizoda "The Right Stuff" kada, iako više ne radi za Housea, točno pretpostavi kako pacijentica boluje od Von Hippel-Lindauove bolesti. Dok je još radio kod Housea, imao je nekoliko iznimno uspješnih slučajeva. Bio je prvi koji je dijagnosticirao pacijenta u epizodi "Finding Judas", a u epizodu "Airborne" uspijeva dijagnosticirati pacijenta tjedna. Iako Foreman smatra kako nije posebno pametan, Chase je tijekom prve tri sezone postavio više točnih dijagnoza nego on ili dr. Cameron. 
Nakon što je Chase dobio otkaz, nije pokazivao značajan interes za Houseov odjel (za razliku od interesa prema Houseu, koji je još uvijek ostao). House je nakratko razmišljao o tome da ponovo zaposli Chasea, no ovaj je tu mogućnost odbio i prije nego što ju je House predložio. No, kao što je već spomenuto, Chase i dalje ima iznimno poštovanje prema Houseu i često mu pomaže, ili članovima tima pri nekim slučajevima. U epizodi "97 Seconds" aplikantica za Houseov tim, Amber Volakis, izmanipulira Chasea da za nju obavi neke testove kako bi pobila Houseovi izvornu dijagnozu. U epizodi "Don't Ever Change" također pomaže, a nekoliko je puta bio od iznimne pomoći i u petoj sezoni. Tijekom četvrte sezone, Chase se bar jednom po epizodi otvorio kladionicu na to kojeg će kandidata House sljedećeg otpustiti. Na koncu je sve oklade dobio sam, a Houseu je obećao 50% ukupnog dobitka ako mu ovaj namjesti pobjedu.

## Životopis
U epizodi "Cursed" House zaključi da Chaseov otac ima "češki naglasak s mješavinom australskog", što Rowan Chase i potvrdi (Jesse Spencer je inače Australac). Chase je također imao težak odnos sa svojim pokojnim ocem Rowanom, koji je i sam bio iznimno uspješan liječnik. Chase je nekoliko puta razgovarao s Houseom po pitanju poboljšavanja odnosa s ocem, no svaki put bi otkrio da njegovog oca jednostavno nije bilo briga. U istoj toj epizodi House opisuje Chasea kao "dvadesetšestogodišnjaka", no to je moguće bilo pretjerivanje uzevši u obzir dob u kojoj se u SAD-u postaje specijalizant. U istoj toj epizodi, tijekom razgovora s ocem, Chase otkriva kako ga je otac napustio s 15 godina, na što House kasnije kaže kako je "prošlo 15 od odlaska oca, a 10 od smrti majke", što bi značilo da Chase ima oko 30 godina, a ne 26. U epizodi "Autopsy" sam Chase potvrđuje da ima 30 godina, no i to je možda bilo pretjerivanje ako se u obzir uzme činjenica da ga je devetogodišnja djevojčica koja boluje od raka zamolila da ju poljubi.
Kasnije se otkrilo kako je Rowan svoju obitelj napustio kada je Chase bio tinejdžer, te da mladom Robertu nije preostalo ništa nego da se brine o svojoj majci alkoholičarki koja je i sama umrla nakon nekih 5 godina od tog događaja, što bi bilo otprilike 10 godina prije epizode "Damned If You Do". Kasnije saznajemo kako mu je majka umrla od posljedica alkoholizma, te da je pala u psihozu prije nego što je dobio priliku oprostiti se od nje. U epizodi "Cursed" Rowan dolazi u Princeton-Plainsboro kako bi vidio sina, rekavši kako je tu došao jer ima konferenciju na kojoj mora biti. No, njegovo ponašanje dopusti House da deducira kako laže, te se tada saznaje kako Rowan zapravo boluje od raka pluća. Pravi razlog njegovog dolaska bio je posjet dr. Wilsonu, Šefu Odjela za onkologiju. Iako je ispočetka bio iznimno frustriran prisutnošću svog oca, Robert se kasnije pomirio s tom činjenicom i ponudio oca pićem na samom kraju epizode. Njegov otac ipak odbije tvrdeći kako nema vremena jer će zakasniti na let i odlazi iz Jerseyja bez da je sinu rekao istinu. U epizodi "The Mistake" saznajemo kako je Chaseov otac preminuo 2 mjeseca nakon epizode "Cursed". Kasnije, u epizodi "Forever", House deducira kako ga je otac izbacio iz oporuke, ne ostavivši mu ništa novca. Chase to potvrđuje u epizodi "Finding Judas".
U epizodi "Damned If You Do" Chase pacijentu otkriva kako je jedno vrijeme studirao teologiju, citirajući mu prvu Petrovu poslanicu. Ovaj aspekt njegovog života ponovo je spomenut u epizodi "Forever" kada se pomolio za bebu koja je preminula pod njegovom njegom. U epizodi "Love Hurts" saznajemo kako je bio u vezi s bankaricom za koju se ispostavilo da voli paljenje tijekom seksa.
Chaseova zaljubljenost u dr. Cameron prikazana je već u prvoj sezoni kada ju Chase pita za spoj, no ona to odbija. U epizodi "Hunting" Chase spava s Cameron nakon što se ona predozira metamfetaminom. 
U epizodi "Top Secret" treće sezone, dr. Cameron započinje tzv. "prijatelji s beneficijama" vezu s Chaseom. Uskoro se Chase potpuno zaljubljuje u nju, no ona mu ne uzvraća osjećaje. Jedan trenutak iz epizode "Fetal Position" opisuje Chaseovu ljubav prema dr. Cameron kada ona primijeti kako nikada nije vidjela Chasea toliko sretnog i zadovoljnog kao na fotografiji koja je slikana (što Cameron nije znala) dok je Chase zurio u jednu njezinu fotografiju. No, Chase u epizodi "Airborne" kaže dr. Cameron kako želi njihovu vezu uzdignuti na višu razinu, no ona ju tada završava. Chase je tada napravio dogovor sa samim sobom da će dr. Cameron svakog utorka govoriti da mu se sviđa i da će ju svakog utorka pitati želi li na spoj. To je i radio, svakog utorka, govoreći joj: "Utorak je... sviđaš mi se.". 
U finalu 3. sezone, House otpusti Chasea nakon sukoba, no službeni razlog je bio taj da je Chase tu najduže i da je naučio najviše što može. Ubrzo nakon toga postaje kirurg u Princeton-Plainsborou. Na početku 4. sezone, dr. Cameron shvaća kako i ona voli Chasea, te njih dvoje započinju vezu. Iako kirurg, Chase često pomaže Houseu u nekim slučajevima, a Foremanu (koji je jedini član starog tima koji još radi kod Housea) daje profesionalne i osobne savjete. No, iako pomaže Houseu, odbija sudjelovati u nekim njegovim igrama koje je morao obavljati dok je radio kod njega. Zanimljivo je kako je u 4. sezoni također pomagao nekim aplikantima za posao u Houseovom novom timu sa slučajevima, ali i s trikovima kako ostaviti bolji dojam kod Housea. U epizodi "Saviors", Chase odluči zaprositi dr. Cameron, no ona se ispočetka dvoumi, zbog čega Chase prekine njihovu vezu. Na kraju te epizode, Cameron dolazi kod Chasea i zamoli ga da ju ponovo zaprosi, što ovaj i napravi, a dr. Cameron prihvati. U epizodi "House Divided" Chase odluči povjeriti Houseu organizaciju svoje momačke večeri, koju ovaj organizira u Wilsonovom stanu kako bi i njega prislio da dođe. Kako je Cameron negodovala zbog toga, Chase je smislio trik kako bi ga prerušeni policajci priveli, no zapravo su ga odveli na momačku večer, što je dr. Cameron ipak zaključila. U toj istoj epizodi saznajemo kako je Chase alergičan na jagode. Nakon što je polizao alkohol sa striptizete koja je bila premazana kremom s okusom jagode, Chase je pao u anafilaktički šok, no srećom, jedan od uzvanika je sa sobom imao epi-pen i brzo mu ga dao. Chase je kasnije preventivno odveden u bolnicu, no nije imao nikakvih posljedica. Chase i Cameron svoje vjenčanje imaju u epizodi "Both Sides Now". Na vjenčanje dolaze svi njihovi kolege, osim Housea i Wilsona, koji je, simulatno s održavanjem vjenčanja, vozio Housea u Psihijatrijsku bolnicu Mayfield zbog psihoze uzrokovane ovisnošću o Vicodinu.
U 6. sezoni, Chase je, nakon što je Foreman otpustio 13, a Taub dao otkaz, ponovo postao član Houseovog tima zajedno s Cameron. Iako su u početku radili s Foremanom, House se ubrzo vratio, te je njegov izvorni tim bio na okupu. No, Chase je tijekom jednog slučaja namjerno pustio pacijenta da umre, zbog čega je izazvao velike probleme. U epizodi "Teamworks" veza između njega i Cameron puca, te ona odlazi od njega, ali i iz bolnice Princeton-Plainsboro, te time raskidaju brak. Chase je i dalje ostao član Houseovog tima. 

## Koncept i stvaranje
Kada mu je agent predložio da se prijavi na audiciju za Chasea, Spencer je, misleći da će House biti sličan sapunici General Hospital, rekao da bi radije otišao u bar na piće. No, kada je vidio prve scenarije i saznao da je jedan od producenata Bryan Singer, bio je oduševljen.
Lik dr. Chasea je izvorno trebao biti Amerikanac, no ubrzo je promijenjen u Engleza. Spencer je kasnije uspio nagovoriti producente da Chasea promijene u Australca, jer je i sam Spencer Australac. Rekao im je kako nema veze jer je scenarij već ionako mijenjan, a i da će biti zanimljivije vidjeti Australca u američkoj seriji. No, unatoč svemu ovome, House je Chasea karakterizirao kao Britanca pošto Australci na svoj novac stavljaju sliku kraljice. 

## Vanjske poveznice
- Robert Chase na House Wiki
- Robert Chase u internetskoj bazi filmova IMDb-u (engl.)
- Robert Chase na TVIV
- Foxova službena stranica  Arhivirana inačica izvorne stranice od 23. svibnja 2012. (Wayback Machine)